# Sesube
Genres dérivés
Afrobeats
Le Sesube est un style de musique répandu dans l'Afrique de l'Est, qui reprend les sons et les inspirations des principaux groupes tribaux. Cette musique, reflète les styles culturels et des langues des différentes ethnies, la plus importante d'origine bantoue est (Kikuyu), Luhya, Meru, Embu).

## Histoire
Le genre a des origines immédiates avec le groupe musical Yunasi s'est formé à la fin des années 1990. Le chef du groupe Yunasi Erick Odhiambo affirme que appellation du groupe a été  définitive la fin des années 2000, après avoir trouvé son style qui était en rapport avec la musique nationale " kenyane ".

## Influences
Les influences du sesube se retrouvent dans la musique Séga de la côte, l'isikuti de l'ouest, le nyanza et le benga du peuple Luo". En outre, le style a une "composante européenne" distinctive, principalement inspirée d'éléments pop et folkloriques d'Europe occidentale.